# North Petherwin
North Petherton är en by och en civil parish i Cornwall i England. Området, inklusive ytterligare några byar, hade 760 invånare vid folkräkningen 2011.